# Peter Alexander Montagne Lillienskiold
Peter Alexander Montagne Lillienskiold (9. juni 1819 i Fredericia – 7. februar 1891 i København) var en dansk højesteretsdommer.
Han var søn af kaptajn Frederik Nicolai Hieronymus Lillienskiold og Cathrine Elisabeth født Lillienskiold, blev 1837 student fra Horsens lærde Skole og 1842 cand. jur. 1844 blev Lillienskiold volontør i Danske Kancelli, efter Grundlovens vedtagelse 1848 kancellist i Ministeriet for Kirke- og Undervisningsvæsenet, 1852 sekretær ved protokollerne i Højesteret, 1857 assessor i Landsoverretten for Nørrejylland, 1858 i Landsover- samt Hof- og Stadsretten, 29. december 1874 Ridder af Dannebrog, 1878 assessor i Højesteret og 28. januar 1885 Dannebrogsmand. Han var 1877-88 formand for bestyrelsen for Prinsesse Thyras Asyl, 1880-83 formand for Københavns Overligningskommission samt formand for Københavns Forligskommission.
1. gang ægtede han 29. august 1849 i Vejle Susanne Cathrine Emilie Friis (29. december 1824 sst. – 30. marts 1855 i København), datter af apoteker Peter Friederik Friis og Betty Catharine Birgitte Blumensaadt. 2. gang ægtede han 16. juli 1857 i Beder Kirke Josephine Mathilde Friis (1. november 1832 i Vejle – 1. februar 1902 i Skodsborg), der var søster til hans første hustru.